# Trembleuse

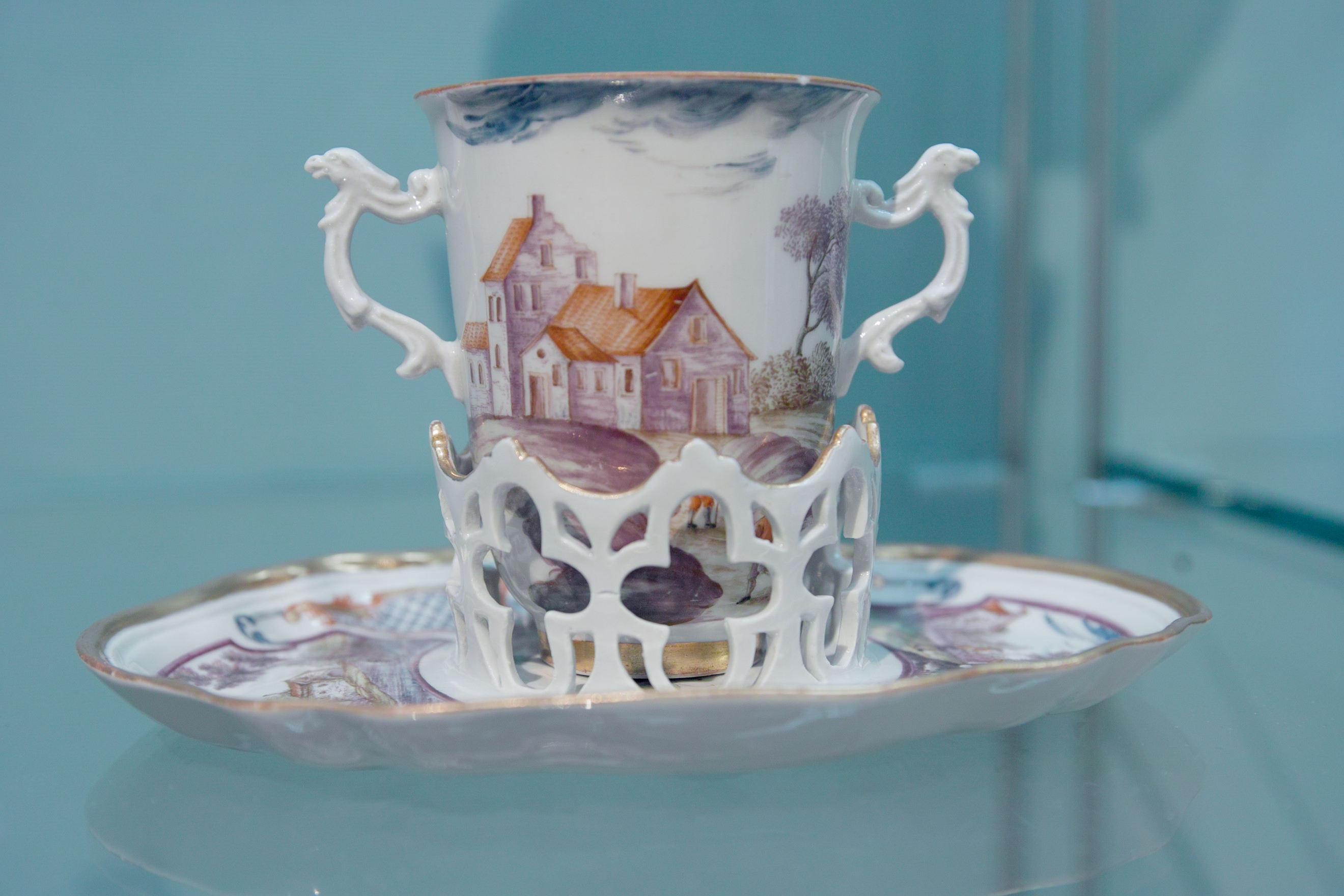
Museum für Kunst und Gewerbe, Hamburg: "Trembleuse mit Landschaften. Wien, Du Paquier, um 1730–1750"

Die Trembleuse (aus dem Französischen trembler, zittern) ist eine Anfang des 18. Jahrhunderts für Kakao erdachte Tasse, die in eine hochgezogene, durchbrochene Aufnahme der Untertasse gestellt werden konnte, so dass auch eine zittrige Hand das damals als Luxus geltende Getränk nicht verschütten konnte. Die Tasse wurde ohne Henkel (als Becher), mit einem oder mit zwei Henkeln und zum Teil mit Deckel gefertigt.
Die Tasse wurde zuerst in der Saint-Cloud Manufaktur bei Paris aus Weichporzellan hergestellt. Ihr Vorbild war die spanische Mancerina, die oft aus Steingut gefertigt wurde. Im 18. Jahrhundert gehörte die Trembleuse zur Ausstattung herrschaftlicher Tafeln. Sie wurde in verschiedenen Porzellanmanufakturen, unter anderem in Meißen, Berlin und Wien hergestellt.